# Nascita a bordo di aerei e navi

La piccola Maja Kwiatkowski in braccio a Carlo Grisogoni, comandante dell'MD 11 dell'Alitalia in volo sulla linea Bombay-Kuwait City-Roma la notte del 3-4 novembre 1997. In base al diritto internazionale, l'aereo Alitalia è considerato territorio italiano e pertanto la nascita della bambina fu registrata come avvenuta in Italia.

La nascita a bordo di aerei e navi è un tema a lungo dibattuto nella storia nel diritto internazionale pubblico. La normativa in materia è complessa, poiché i vari stati applicano diversi principi di nazionalità, vale a dire i cosiddetti jus soli e jus sanguinis, a vari livelli e con diverse qualifiche.

## Storia
Prima della convenzione del 1961, solo alcuni stati prevedevano espressamente nelle loro leggi che le nascite e le morti a bordo di un aeromobile immatricolato in quello stato fossero considerate avvenute sul territorio nazionale, applicandosi quindi le leggi sulla nazionalità di quel territorio. Uno di questi era l'articolo 32, comma 5 del British Nationality Act del 1948.
In base alla Convenzione relativa all'aviazione civile internazionale del 1944, in particolare gli articoli dal 17 al 21, tutti gli aerei sono sotto la giurisdizione dello Stato in cui sono registrati, per cui quello che avviene a bordo degli stessi si considera come avvenuto nello stato di immatricolazione e non si possono avere più giurisdizioni. La legge della nazionalità dell'aeromobile è applicabile sull'aeromobile. Tuttavia, le leggi sulla nazionalità di qualsiasi paese si applicano già ovunque, poiché spetta a ciascun paese determinare chi sono i suoi cittadini. Quindi questa convenzione non ha alcun effetto sulle leggi sulla nazionalità. La convenzione non afferma che una nascita su un aeromobile di un paese debba essere trattata come una nascita in quel paese ai fini della nazionalità.
Ai sensi della Convenzione sulla riduzione dell'apolidia del 1961, la nascita su una nave o un aeromobile in acque o spazio aereo internazionali deve essere considerata come una nascita nel paese di registrazione del veicolo. Tuttavia, la convenzione si applica solo alle nascite in cui il bambino sarebbe altrimenti apolide, per cui - dato che nella maggior parte dei casi un bambino è comunque coperto da uno o più jus sanguinis alla nascita (ottenendo la stessa cittadinanza dei suoi genitori) - questa convenzione raramente entra in gioco. Inoltre, ci sono ancora pochissimi Stati membri che fanno parte della convenzione del 1961.

### Canada
Secondo la legge canadese, i bambini nati nello spazio aereo canadese ricevono automaticamente la cittadinanza canadese, mentre la nascita in acque internazionali viene valutata caso per caso. Vari fattori sono valutati nel determinare la cittadinanza alla nascita, essendo la genitorialità il fattore più importante. Ma essere nati in un veicolo immatricolato in Canada stabilirebbe un collegamento con il Canada che verrebbe probabilmente preso in considerazione, se fosse presentata la domanda di dichiarare cittadino canadese.

### Stati Uniti d'America
La legge statunitense afferma che le persone nate su navi straniere attraccate nei porti statunitensi o nate nel limite delle acque territoriali statunitensi sono cittadini statunitensi. Un'eccezione importante a questa regola è che i bambini nati da persone che, ai sensi del 14° emendamento, non sono "soggetti alla giurisdizione" degli Stati Uniti (ad esempio, diplomatici stranieri accreditati presso il Dipartimento di Stato degli Stati Uniti d'America o invasori nemici di forze straniere) non sono automaticamente cittadini statunitensi. Nonostante un malinteso comune contrario, la nascita a bordo di una nave, un aereo di linea o una nave militare battente bandiera degli Stati Uniti al di fuori del limite delle 12 miglia nautiche (22 km) non è considerato una nascita sul territorio degli Stati Uniti e pertanto non si applica il principio di jus soli.
Oltre alla questione della cittadinanza di un bambino, c'è anche una domanda su come segnalare "Luogo di nascita" per i bambini nati in transito. La guida del Dipartimento di Stato degli Stati Uniti d'America indica che un bambino nato in acque internazionali dovrebbe avere il suo luogo di nascita elencato come "AT SEA" (in mare) mentre quelli nati nelle acque territoriali di qualsiasi paese dovrebbero elencare il nome di quel paese. Un bambino nato in volo in una regione in cui nessun paese rivendica la sovranità avrebbe elencato il suo luogo di nascita come "IN THE AIR" (in aria).